# Antônio Carlos Rossi Keller
Dom Antônio Carlos Rossi Keller (São Paulo, 23 de fevereiro de 1953) é um bispo católico, atualmente Bispo de Frederico Westphalen.

## Biografia

### Filiação e início dos estudos
Keller é filho de Mário Keller e Yole Rossi Keller. Fez seus estudos primários no Colégio Agostiniano São José paulistano entre 1960 a 1964 e o colegial Seminário Menor Santo Cura d'Ars e no Seminário Nossa Senhora da Penha dos anos de 1969 a 1971.

### Formações superiores
Cursou Filosofia no Seminário Santo Cura d'Ars, na Arquidiocese de São Paulo, o curso seminarístico nas Faculdades Associadas do Ipiranga entre 1972 e 1973; e Teologia no Bacharelato em Teologia pela Faculdade de Teologia Nossa Senhora da Assunção de 1974 a 1977. 
Fez o mestrado em Teologia Espiritual na Pontifícia Universidade Gregoriana de Roma nos anos de 1983 a 1986 e um curso para a Formação de Formadores nos Seminários, pela Congregação para a Educação Católica na Pontifícia Universidade Gregoriana de Roma em 2004 a 2005.

### O início na vida eclesiástica
Foi ordenado diácono no Santuário Nossa Senhora da Penha a 22 de novembro de 1975 e no mesmo santuário a 24 de junho de 1977 foi ordenado sacerdote.
Em seu ministério sacerdotal foi exercido como Vigário Paroquial da Paróquia-Santuário Nossa Senhora da Penha; Pároco da Paróquia Santo Onofre; foi pároco da Paróquia Santo Antônio do Bairro do Limão; foi diretor Espiritual do Seminário Maior Arquidiocesano de Filosofia Santo Cura d’Ars; Delegado Arquidiocesano para o Diaconato Permanente; membro do corpo de formadores dos Diáconos Permanentes da Arquidiocese de São Paulo; Assistente Eclesiástico da Federação das Congregações Marianas de São Paulo; Professor de Liturgia e Pastoral dos Seminários Propedêuticos Nossa Senhora da Assunção e Santo Antonio de Santana Galvão.
Foi Professor de Filosofia da Religião no Instituto Filosófico e Professor de Patrística no Instituto Teológico, ambos dos Arautos do Evangelho. Foi o fundador e chefe do site presbiteros.com.br.

## Episcopado
Em 11 de junho de 2008, Papa Bento XVI o nomeu 4° Bispo da Diocese de Frederico Westphalen.
Foi ordenado bispo em 2 de agosto de 2008 na Catedral da Sé tendo como Sagrante principal o Cardeal Dom Odilo Scherer, Arcebispo de São Paulo, e consagrantes, Dom Dadeus Grings, Arcebispo de Porto Alegre, e Dom Joaquim Justino Carreira, Bispo Auxiliar de São Paulo. Escolheu como lema de vida episcopal "ILLUM OPORTET CRESCERE" ("É necessário que Ele cresça").
No dia 31 de agosto seguinte tomou posse solenemente na Igreja Catedral Santo Antônio de Frederico Westphalen. 
Em 2 de abril de 2011 convocou o Primeiro Sínodo Diocesano de Frederico Westphalen em vista da comemoração os 50 anos da diocese, que ocorreu no ano seguinte. Mantém um blog chamado Encontro com o Bispo, o qual foi considerado em 2012 um dos 100 mais influentes do Brasil.
Tem priorizado em seu ministério episcopal a atenção ao presbitério da Diocese, à formação dos futuros padres da Diocese bem como à recomposição do Patrimônio da Diocese. 
Sob sua liderança, foram reformados os prédios do Seminário Menor bem como o do Seminário Propedêutico. Juntamente com o presbitério da Diocese, determinou a mudança do Seminário Maior (Filosofia e Teologia) para Viamão, sendo que os seminaristas maiores estudam na PUC RS. 
Em agosto de 2016 entregou à Diocese o prédio do Centro de Formação totalmente reformado. 